# Erzhausen (Hesja)
Erzhausen – gmina w Niemczech, w kraju związkowym Hesja, w rejencji Darmstadt, w powiecie Darmstadt-Dieburg.

## Współpraca
Miejscowości partnerskie:
- Crossen – dzielnica Zwickau, Saksonia
- Incisa in Val d’Arno, Włochy
- Mnichovo Hradiště, Czechy